# 대한민국의 경제
대한민국의 경제는 자본주의에 기반한 혼합 경제 체제를 채택하고 있다. 대한민국은 국가 주도의 경제발전을 통해 후진국에서 선진국으로의 고속도의 경제 발전을 이루었으며, 이는 한강의 기적이라 칭해지기도 한다. 2025년 기준으로 국제통화기금(IMF)이 발표한 자료에 따르면 대한민국의 명목 1인당 국내총생산은 3만 4,640 달러이다. 2020년 유엔 세계경제상황전망 보고서에 따르면 대한민국은 개발도상국으로 분류되었으나 2021년 7월 2일 이후 유엔무역개발회의가 선진국으로 지위를 변경하였다. 여전히 높은 성장률을 보여 선진국 중 유일하게 넥스트 일레븐 경제에 이름을 올렸다.
개발도상국 시절 대한민국은 자본력이 부족한 국가적인 특수한 환경에 따라 독특한 중앙집중 형태의 경제발전을 진행시켜 왔는데, 중소기업보다는 재벌기업이 주류인 대기업을 축으로 하는 기업경제구조를 세웠으며, 천연 자원이 모자라 가공무역을 핵심으로 삼은 수출주도형 경제성장정책을 도입하였다. 그 결과 수출과 수입에 크게 의존하게 되었고, 현재 주요 무역 상대국은 중국, 미국, 베트남, 일본, 오스트리아, 몽골, 싱가포르, 인도, 호주, 멕시코, 사우디아라비아, 독일, 러시아, 말레이시아 등이다. 세계 규모 9위 및 대한민국 최대 그룹인 삼성그룹을 비롯하여 1983년부터 세계 조선 1위를 지켜오고 있는 현대중공업, 백색가전 세계 1위인 LG, 세계 철강 4위인 포스코 등의 여러 기업 집단을 가지고 있으며 전 세계 500대 기업 중 17개가 대한민국 기업이다.
대한민국의 대부분의 상장기업에는 개인지배주주가 존재한다. 반면에 기업성장에 따른 외부자본조달로 지배주주의 지분율 하락이 불가피한 가운데 지배주주와 소액주주간 이해상충문제가 심각한 편이다. 대한민국 경제의 중요한 부분을 차지하는 대규모 기업집단의 경우 지배구조가 계열사 간의 피라미드식 또는 순환식 소유구조에 의해 경영권을 확보하고 있으나, 이는 현금권(cash flow right)과 통제권(control right) 간의 상당한 괴리를 가져와 기업가치에 부정적 영향을 미치는 문제를 안고 있다. 경영권 행사에 따른 사적 경영권 혜택(private benefit of control)이 과도하여 기업이 망하지 않는 한 경영권 교체가 이루어지지 않는 비효율적 산업구조는 대한민국 경제의 치명적 약점으로 지적되고 있다.
대한민국의 제조업은 중급수준의 기술을 요하는 산업들에 특화되었고, 주요 산업으로는 조선·자동차 등의 중화학 공업과 전자·반도체 등의 경공업 등이 있다. 전 세계에서 자동차와 우주발사체, 고속열차, 조선, 가스 터빈과 같은 중공업 제품들을 자체 생산할 수 있는 몇 안되는 국가들 중 하나이다. 특히 조선업은 2008년 기준 세계 전체 점유율의 절반을 넘어섰으며, 전자 산업은 삼성전자와, LG가 있다. 자동차 생산력은 세계 5위이며, 현대자동차와 기아자동차가 수출을 주도하고 있다. 대한민국의 국내총생산에서 2차 산업 비중은 3분의 1에 해당하며, 제조업과 연계된 서비스업과 기타 도소매업 비중을 모두 합치면 대한민국 경제의 80% 이상을 차지한다고 할 수 있다. 최근 로봇, 친환경 에너지, 우주항공, 신재생 에너지등의 미래형 산업에 대한 투자와 지원 또한 늘리고 있다. 반면, 국가경제 발전수준에 비해 서비스업이 국가경제에서 차지하는 비중은 낮은 편이며, 발달수준도 미흡한 편이다. 현재 대한민국의 경제는 삼성그룹과 같은 재벌 대기업에 상당히 의존하고 있는 편이다.
1990년대 이후 한국 내 노동자의 임금이 상승하자 기업들은 임금이 싼 해외로 공장을 이전하기 시작하였다. 특히 중국에 진출해있는 대한민국 기업이 많으며, 베트남, 타이, 인도네시아 등 동남아시아에도 많이 진출해 있다. 최근에 중앙유럽 국가들이 유럽 연합(EU)에 가입하여 관세가 철폐되면서 중앙유럽으로 진출하는 기업들도 늘고 있다. 북한의 개방이 가속화되면서 개성공단에 입주하는 기업도 늘어났으나, 최근의 남북 관계 경색으로 인해 사업은 축소되었고 왕래가 제한받고 있다.
2000년대 후반에 들어서는 글로벌 경기 침체의 여파로 대한민국 경제는 외환위기 때와 맞먹는 큰 타격을 입어 '경제위기'라고까지 불렸다. 존 립스키 국제통화기금(IMF) 부총재, 모건스탠리 리서치의 샤론 램 부사장 등 외국 경제전문가들이 점차 경제가 회복될 수 있다고 본다고 조심스런 견해를 밝혔다. 한편, 2010년 3월 7일 통계청의 발표에 따르면 대한민국의 빈곤층 가구 수는 3년간 37만 가구가 늘어난 305만 8000가구이며, 인구는 약 700만명에 달해 소득계층 구조가 중산층 중심의 안정적인 항아리형에서 빈곤층 중심의 피라미드형으로 변화하고 있다고 밝혔다.

## 역사

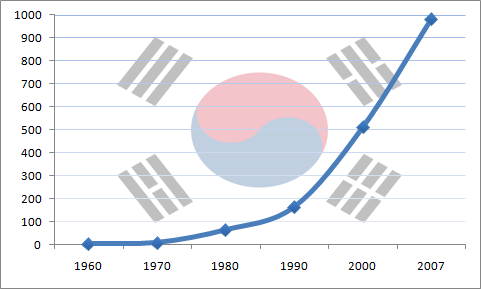
대한민국의 국내총생산 그래프

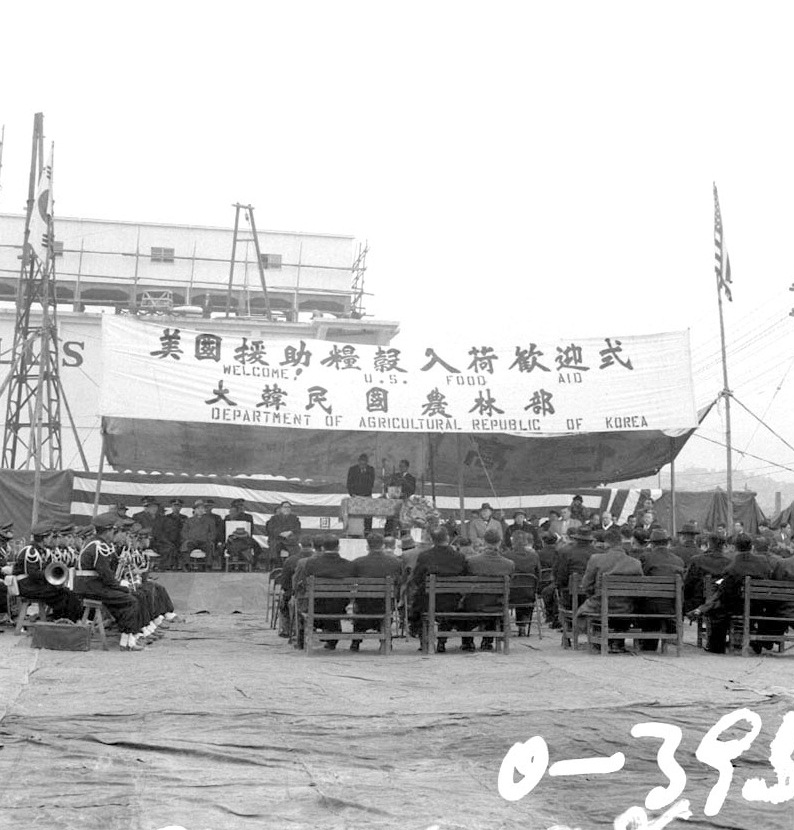
미국 원조식량 입하 환영식(1957)

대한민국 정부 수립 이후, 6·25 전쟁 등을 겪으면서 한국의 경제 발전은 이승만 정권의 기술관료 양성에서 시작되어, 국토 재건 사업 등으로 이어졌다. 1950년대 한국의 경제는 원조 경제 체제로, 미국으로부터 잉여 농산물, 소비재 등의 무상 지원을 받으면서 식량 문제를 해결하였다. 이 시기에는 삼백산업이 발달했다. 그러나 생산재 산업의 부진으로 인해 공업 부분의 불균형 현상이 드러났고, 한국 내 농산물의 가격이 하락하고, 밀 · 면화 생산이 타격을 받아 농업 기반이 파괴되었다. 또한, 1958년에는 미국의 경제 불황으로 인해 원조가 감소하고 유상 차관으로 전환되었는데, 이 무렵에는 폐농과 이농이 증가하면서 한국 경기는 불황을 겪어야 했다.
1960년대에는 4.19 혁명으로 세워진 장면 정권에 의해 기존에 양성된 기술관료를 중심으로 경제 개발 계획이 준비되었으나 5·16 군사정변의 발발로 실행되지 못했다.
군사정권을 거쳐 성립한 제3공화국의 박정희 정부는 국가 중심의 경제 체제를 강화하여 경공업 중심의 1, 2차 경제 개발 5개년 계획 등을 추진하여 경제를 발전시켰고, 수출 산업을 육성하였으며 사회 간접 자본을 확충했다. 이어 베트남 전쟁에 따른 특수 등에 힘입어 한국의 경제는 계속 발전했다. 1970년대에는 철강, 조선, 전자 등 수출 주도형 중공업을 육성하여 경제 발전을 전개했지만, 과잉 투자와 1973년 1차 오일 쇼크, 1978년 2차 오일 쇼크로 국제 수지가 악화되고, 높은 인플레이션으로 인해 경제 성장이 일시 마이너스로 돌아섰다. 그래서 이를 극복하고자 수출과 건설업의 중동 진출 등을 장려하였다. 이로써 고도 성장과 수출 증대 등으로 국민생활 수준이 향상되었으나, 한편으로는 해외 자본에 대한 의존도가 높아지고 농촌의 피폐화와 산업의 불균형 심화, 과도하게 국가 중심적인 경제체제가 성립되었다는 점에서 '빛과 그림자'가 극명하게 나타났다.
1980년대 전두환 정부는 1970년대 중화학 공업에 대한 과잉 투자 정책을 조정하고 부실기업을 정리하려고 했으며, 자본 자유화 정책에 따라 금융 시장의 개방을 추진하였다. 그러나 이러한 구조조정 후, 기업과 재벌이 국민 경제에서 차지하는 비중은 확대되었으나, 이 시기에 3저 호황(원유 · 달러 · 금리)을 바탕으로 경제는 안정될 수 있었다.
1990년대에는 자본, 금융 시장을 개방하였고, 1993년에 쌀 개방을 추진하였다. 1995년에는 그 해 새롭게 설립된 세계 무역 기구(WTO)에 가입했다. 이 시기에 농업 등 1차 산업이 큰 타격을 받게 된다. 1996년에는 경제 협력 개발 기구(OECD)에 가입하였으나, 곧이어 1997년에 IMF 구제금융사건으로 인해 각 기업들이 줄줄이 파산하여 경제난을 겪게 된다. 이 시기에 국민들은 경제난을 극복하고자 금 모으기 운동을 전개하기도 하였고, 1998년 출범한 김대중 정부는 신자유주의 경제 정책(4대 부분 개혁)을 추진해 나아갔다. 그리하여 2001년 8월 23일에 스탠리 피셔 IMF 수석 부총재는 대한민국이 IMF 체제를 졸업했음을 공식 선언했다. 그 후 2007년까지 매년 100억 달러 이상의 경상수지 흑자와 평균 4%대의 경제 성장을 이루어 명목 국민소득 2만 달러 돌파, 구매력 평가(PPP) 국민소득 2만 9천 달러를 이루었다. 2009년에는 미국발 세계금융위기 때문에 국민소득이 1만 7000달러대로 내려앉았지만, 2010년에는 6.2%의 높은 경제성장률을 달성하였고 명목 국민소득이 2만달러를 재돌파하고, 실질구매력 기준 소득이 3만 달러에 근접하였다.
한편 정치권은 대한민국 제19대 총선 이후로 재벌해체론을 모면하였지만 반기업 정서가 반영되기 시작하였다.

## 무역
대한민국의 무역업은 수출주도형 경제성장정책(모델)에 의한 정책적인 관리와 지원 아래 고도의 성장을 거듭해 오고 있다.
부존자원이 빈약하고 대한민국시장 규모가 협소한 대한민국의 경제현실에서 볼 때 지극히 당연하고 필연적인 선택이었다고 할 수 있다.
수출입 추이를 경제개발 5개년계획 기간별로 축소해 보면 제1차 기간(1962∼1966년)중 수출은 연평균 42.6%의 신장률을 나타내 1964년 11월 30일 1억 달러를 돌파했는데, 이날을 기념하여 수출의 날로 정하고 있다.
동기간중의 수입은 연평균 14.2%의 증가에 그쳤다.
제2차 기간(1967년∼1971년) 중에는 연평균 수출이 35.1%, 수입이 24.5% 증가율을 나타냈는데, 수출신장세가 제1차 기간 중에 비해 크게 둔화되었다.
이는 달러 가치하락에 따른 국제통화체제의 불안고조 및 미국의 달러 방위조치(금태환 정지 등)에 따른 수입부가세의 부과 등으로 대외무역 환경이 불리했던 때문인데 최종연도인 1971년 수출 10억 달러를 돌파하였다.
제3차기간(1972∼1976년) 중에는 연평균 수출이 47.6%, 수입이 36.6% 증가율을 나타냈는데 이 기간 중에 제1차 석유 파동과 그에 따른 자원민족주의의 대두로 국제원자재 파동이 격화되어 국제경제 전반에 스태그플레이션 현상이 심화되었다. 이로 인해 1975년은 대한민국 경제사상 최저의 수준을 기록하게 되었는데 비산유국으로서의 어려움을 성공적으로 극복, 둔화되기는 했으나 성장추세는 유지하였다.
제4차 기간(1977년∼1981년)은 경제개발계획 추진 이래 가장 낮은 수출신장세(연평균 20.6%)와 수입증가율(연평균 24.7%)의 수출증가율의 상회로 국제수지가 크게 악화된 대한민국 경제의 위기였다. 이는 제2차 석유 파동으로 인한 세계적인 경기침체로 수요가 크게 감소했고 주요선진국의 보호무역주의 강화 등 대외무역환경이 악화된 데다가 노사분규(임금상승)·고금리·기업체질 약화 등의 경제내적 요인과 정치적 불안정 등 내외정세가 맞물려 국제경쟁력이 크게 약화된 때문이었다. 성장세의 둔화보다 더욱 염려스러웠던 것은 수입증가율이 수출증가율을 상회한 것인데 이는 산업구조고도화에 따른 중화학공업의 육성에 있어서 기초·중간단계산업의 부양없이 최종생산물 분야에 집중됨으로써 그에 소요되는 원자재수입이 크게 증가한 것과 1978년부터의 수입자유화조치의 단계적 시행으로 시장개방에 따른 상품 수입이 크게 증가했기 때문이었다. 중화학공업의 육성에 따른 외자도입 증가와 상환부담의 가중에 무역역조의 심화는 1980년대 중반까지 그 영향을 파급시켰는데 1977년에는 수출 100억 달러, 1981년에는 수출 200억 달러를 돌파하였다.
제5차 기간(1982년∼1986년)중에는 갖가지 기록을 수립하면서 수출 드라이브 정책에 의한 대한민국경제의 고도성장은 크게 둔화되기 시작했다.
상기한 바 제2차 석유 파동 이후 세계적으로 인플레이션이 만연하게 되자 각국은 그 수습을 위한 통화긴축정책과 자국산업 보호조치를 취했고 국제금리도 급상승하게 되었다. 대한민국으로서는 수출 드라이브의 결과 왜곡된 산업구조의 구조적 모순이 심화되고 정부의 그늘 아래서만 배양되어 자체적인 경쟁력이 미약한 대한민국의 기업현실에 기술저위·저부가가치 상품위주의 시장전략도 한계를 드러내고 있었다. 1982년 수출은 2.8% 증가에 그치고 수입 역시 -7.2%로 감소했으나 1979년에서 1985년 사이에 경상수지 적자확대, 총외채 증가 등 국제수지는 최악을 나타냈다. 이 기간 중에는 수출증가율이 수입증가율을 웃돌았는데도 경상수지 적자폭은 계속 확대되었다.
1985년 3월 강세를 보여왔던 달러가 약세로 반전하고 (엔화·마르크화는 강세로 전환) 하반기부터 OPEC 회원국간 공조체제(고유가·감산)가 무너지면서 원유가격이 폭락하했다. 인플레이션의 원인이었던 유가가 하락하자 각국은 고금리정책 지속에 따른 투자위축을 완화하기 위해 금리를 인하하기 시작했다. 유가하락·금리하락·달러 약세 등(3저 현상) 대외여건의 호전으로 대한민국은 반사적인 이익을 얻게 되었고 내부적 내실화와 맞물려 수출은 일대 활기를 되찾게 되었다. 1985년 3.5%에 그쳤던 수출증가율은 1986년 14.6%, 1987년 36.2%,1988년 28.4%로 대폭 신장되었는데 동기간 중 수입증가율도 1.6%에서 1.4%, 29.9%, 26.3%로 증가하였다. 이는 시장개방압력에 따른 수입자유화조치가 주원인인데, 1985년 300억 달러를 돌파한 수출은 1988년 600억 달러를 돌파하였고 1986년 대한민국은 대외교역사상 최초로 무역수지 흑자를 기록한 이래 그 폭이 매년 확대, 1989년 대한민국은 마침내 채무국에서 채권국으로 반전하였다.
1990년대 초 경기침체로 부진을 보이던 수출은 1993년 말부터 회복되기 시작하여 1994년 16.8%, 1995년 30.3%로 신장세가 확대되었으며, 수입도 22.1%, 32.0%로 각각 증가하였다. 그러나 1996년부터는 반도체·석유화학제품 등 주력수출 품목의 국제가격하락으로 인한 우리 상품의 가격경쟁력 약화로 수출신장세가 크게 둔화되면서 연간 3.9%의 수출증가율에 그쳤다. 2011년 11월에 대한민국의 수출액이 사상처음으로 5,000억달러를 돌파하고 한달후인 12월에는 총무역액이 연간 1조달러를 넘어서 세계 9번째로 무역규모 1조달러에 이름을 올렸다.
10대 수출상품 추이 (단위：%)
| 구분 순위            | 1975년                                                                            | 1975년                                   | 1985년                                                                           | 1985년                                     | 1995년                                                                                          | 1995년                                   | 2005년                                                                                    | 2005년                                |
| 구분 순위            | 품목                                                                              | 구성비                                   | 품목                                                                             | 구성비                                     | 품목                                                                                            | 구성비                                   | 품목                                                                                      | 구성비                                |
| 1 2 3 4 5 6 7 8 9 10 | 섬유류 전자제품 철강제품 합판 신발류 원양어류 선박 금속제품 석유제품 합성수지제품 | 36.2 8.9 4.6 4.1 3.8 3.6 2.7 2.4 1.9 1.7 | 섬유류 선박 전자제품 철강제품 신발류 유류 자동차·부품 합성수지 전기기기 금속제품 | 23.1 16.6 14.1 8.5 5.2 3.0 2.5 2.4 2.0 1.8 | 반도체 자동차 석유화학제품 선박 인조장섬유직물 의류 컴퓨터 철강판 영상기기 건설기계 등 기타기계 | 17.7 6.7 4.6 4.4 4.3 3.8 3.5 3.0 2.7 2.0 | 반도체 자동차 무선통신기기 선박 석유제품 컴퓨터 인조장섬유직물 철강판 자동차부품 영상기기 | 10.5 10.4 9.7 6.2 5.4 5.0 3.6 3.0 2.6 |
| 소 계                | 소 계                                                                             | 69.9                                     |                                                                                  | 79.4                                       |                                                                                                 | 52.7                                     |                                                                                           | 60                                    |
|                      |                                                                                   | 100.0                                    |                                                                                  | 100.0                                      |                                                                                                 | 100.0                                    |                                                                                           | 100.0                                 |

주：전체품목
100% 대비

### 1970년대의 수출동향
세계각국의 국제수지 방어를 위한 보호무역주의 추세가 강화되었음에도 불구하고 1976년에는 2차 경제개발 5개년 계획 중의 연도별 평균 증가율 43.2%를 훨씬 상회하는 81억 1,488만 달러를 기록하였다.
이것은 1976년도 목표의 124.8%를 초과달성한 것이다.
이같은 고도의 수출성장을 실현하게 된 것은 1975년도 하반기 이후 세계경기의 회복에 기인되고 있지만 이보다 1962년 1차 경제개발 5개년 계획이 착수된 이래 정부의 강력한 수출주도형 성장정책에 따른 제반 정책지원 및 업계의 부단한 노력으로 다져진 수출기반의 견고성에서 비롯되었다.
정부와 업계의 수출시장 다변화 노력에 의해 수출대상국가의 확대와 미국의 시장에 대한 편중도가 크게 감소되었다.
특기할 것은 쿠웨이트와 사우디아라비아 등 중동지역에의 수출이 대폭 증가하여 총수출에 대한 비중이 전년의 6.3%에서 9.1%로 크게 부상하였다는 것이다.
대 유럽지역 수출은 어패류의 부진으로 13억 6,320만 달러로서 다소 둔화되었으며 대양주지역은 전년비 6.9%의 증가를 보였지만, 아프리카 지역과 함께 새로운 수출대상지역으로서 개발이 더욱 절실히 요청되었다.

### 무역업체 현황
대외무역법상 무역업체는 갑류·을류 무역업체와 종합무역상사, 갑류·을류 무역대리업체로 분류된다.
1970년대에 비해 자격요건이 대폭 완화되고 수출입 규모·내용이 확대됨에 따라 급격히 증가하였다. 1990년 2월 무역협회에 등록된 무역업체 수는 2만 6,666사(갑류 1만 3,831사, 을류 1만 2,835사, 종합무역상사 8), 무역대리점협회에 등록된 갑류 무역대리업체는 7,188사에 이른다. 정부통계포털인 KOSIS에 따르면 2016년 수입업체는 17만 3천 수출업체는 13만개 정도에 이른다.

### 자유무역협정
대한민국은 싱가포르, 칠레, 유럽자유무역연합(EFTA)과 이미 자유무역협정(自由貿易協定,Free Trade Agreement)을 체결하였으며 발효되고 있다.
2007년 4월 2일, 미국과의 자유무역협정이 타결되었으며, 미국과의 자유무역협정이 2012년 3월 15일에 체결됨에 따라 NAFTA(북미자유무역협정)와 EU 다음으로 거대한 자유무역시장을 갖게 되었다.

## 자료
다음의 표는 1980년부터 2018년 사이의 주요 경제 지표를 나타낸 것이다. 2% 미만의 인플레이션은 녹색이다.
| 연도 | GDP (단위: bn. US$ PPP) | 1인당 GDP (단위: US$ PPP) | GDP 성장률 (실질) | 인플레이션 비율 (백분율) | 실업률 (백분율) | 정부 부채 (GDP 중 %) |
| ---- | ----------------------- | ------------------------- | ----------------- | ------------------------ | --------------- | -------------------- |
| 1980 | 85.4                    | 2,240                     | −1.7%             | 28.7%                    | 5.2%            | n/a                  |
| 1981 | 100.2                   | 2,587                     | 7.2%              | 21.4%                    | 4.5%            | n/a                  |
| 1982 | 115.2                   | 2,929                     | 8.3%              | 7.2%                     | 4.1%            | n/a                  |
| 1983 | 135.6                   | 3,396                     | 13.2%             | 3.4%                     | 4.1%            | n/a                  |
| 1984 | 155.1                   | 3,839                     | 10.4%             | 2.3%                     | 3.9%            | n/a                  |
| 1985 | 172.4                   | 4,225                     | 7.8%              | 2.5%                     | 4.0%            | n/a                  |
| 1986 | 195.6                   | 4,747                     | 11.2%             | 2.8%                     | 3.8%            | n/a                  |
| 1987 | 225.4                   | 5,417                     | 12.5%             | 3.0%                     | 3.1%            | n/a                  |
| 1988 | 261.2                   | 6,214                     | 11.9%             | 7.1%                     | 2.5%            | n/a                  |
| 1989 | 290.5                   | 6,844                     | 7.0%              | 5.7%                     | 2.6%            | n/a                  |
| 1990 | 331.0                   | 7,720                     | 9.8%              | 8.6%                     | 2.5%            | 12.9%                |
| 1991 | 377.5                   | 8,721                     | 10.3%             | 9.3%                     | 2.5%            | 12.1%                |
| 1992 | 410.0                   | 9,373                     | 6.2%              | 6.2%                     | 2.5%            | 11.8%                |
| 1993 | 448.5                   | 10,148                    | 6.8%              | 4.8%                     | 2.9%            | 11.0%                |
| 1994 | 500.2                   | 11,206                    | 9.2%              | 6.3%                     | 2.5%            | 9.8%                 |
| 1995 | 559.6                   | 12,410                    | 9.6%              | 4.5%                     | 2.1%            | 8.7%                 |
| 1996 | 613.1                   | 13,468                    | 7.6%              | 4.9%                     | 2.1%            | 8.0%                 |
| 1997 | 660.7                   | 14,376                    | 5.9%              | 4.4%                     | 2.6%            | 9.9%                 |
| 1998 | 631.5                   | 13,644                    | −5.5%             | 7.5%                     | 7.0%            | 14.2%                |
| 1999 | 713.1                   | 15,297                    | 11.3%             | 0.8%                     | 6.6%            | 16.2%                |
| 2000 | 790.0                   | 16,805                    | 8.4%              | 2.3%                     | 4.4%            | 16.6%                |
| 2001 | 846.5                   | 17,870                    | 4.9%              | 4.1%                     | 4.0%            | 17.2%                |
| 2002 | 926.3                   | 19,442                    | 7.4%              | 2.8%                     | 3.3%            | 17.0%                |
| 2003 | 973.2                   | 20,321                    | 3.1%              | 3.5%                     | 3.6%            | 19.8%                |
| 2004 | 1,051.4                 | 21,866                    | 5.2%              | 3.6%                     | 3.7%            | 22.4%                |
| 2005 | 1,130.8                 | 23,469                    | 4.3%              | 2.8%                     | 3.8%            | 25.9%                |
| 2006 | 1,226.4                 | 25,318                    | 5.3%              | 2.3%                     | 3.5%            | 28.1%                |
| 2007 | 1,332.3                 | 27,368                    | 5.8%              | 2.5%                     | 3.3%            | 27.4%                |
| 2008 | 1,399.2                 | 28,523                    | 3.0%              | 4.7%                     | 3.2%            | 26.9%                |
| 2009 | 1,421.0                 | 28,820                    | 0.8%              | 2.8%                     | 3.6%            | 30.0%                |
| 2010 | 1,535.4                 | 30,985                    | 6.8%              | 2.9%                     | 3.7%            | 29.5%                |
| 2011 | 1,625.3                 | 32,547                    | 3.7%              | 4.0%                     | 3.4%            | 30.2%                |
| 2012 | 1,696.2                 | 33,790                    | 2.4%              | 2.2%                     | 3.2%            | 30.8%                |
| 2013 | 1,780.6                 | 35,310                    | 3.2%              | 1.3%                     | 3.1%            | 33.7%                |
| 2014 | 1,871.6                 | 36,882                    | 3.2%              | 1.3%                     | 3.5%            | 35.5%                |
| 2015 | 1,944.3                 | 38,112                    | 2.8%              | 0.7%                     | 3.6%            | 37.3%                |
| 2016 | 2,022.2                 | 39,484                    | 2.9%              | 1.0%                     | 3.7%            | 37.6%                |
| 2017 | 2,125.5                 | 41,331                    | 3.2%              | 1.9%                     | 3.7%            | 37.7%                |
| 2018 | 2,235.3                 | 43,290                    | 2.7%              | 1.5%                     | 3.8%            | 37.9%                |

## 산업

### 농업

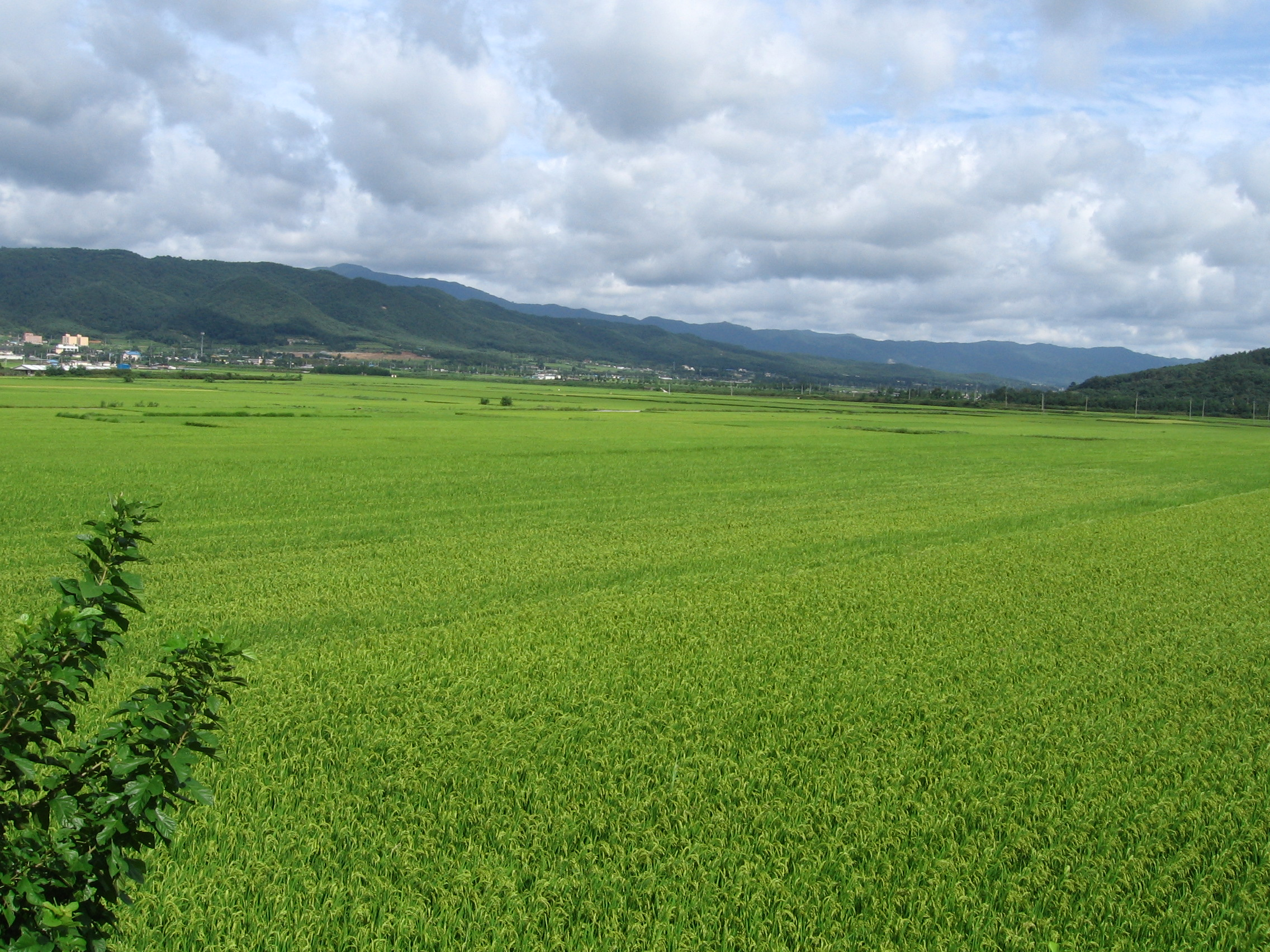
경주시의 논

1960년대까지의 대한민국의 주요 산업은 농업에 의존하였다. 정부는 공업화, 산업화 정책을 추진하였고 농업인구는 격감하여 1970년 1천4백42만 명으로 전체인구의 44.7%였고, 2000년 12월 1일 기준 한국의 농업인구는 4백3만1천명으로 전체 인구의 8.6%를 차지, 10% 아래로 떨어졌다.

### 공업

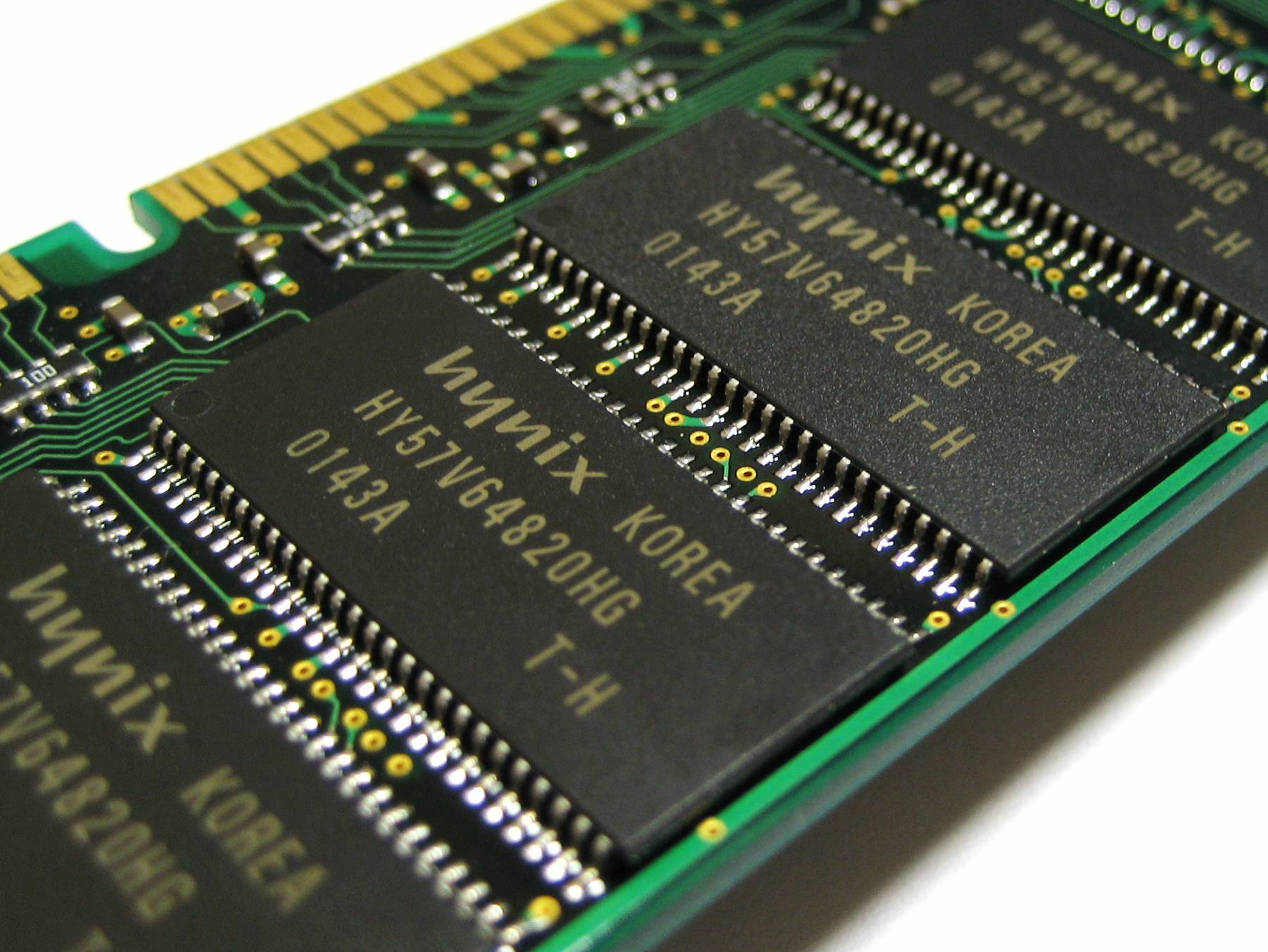
하이닉스의 DRAM. 2008년도 제2사분기의 시장 점유율 조사에 따르면 삼성과 하이닉스가 각각 1, 2위를 차지했다.

갱도차에 올라앉은 강원도 탄광지대의 광원들(1976)

한국 공업의 역사는 정확하지 않으나 고대부터 제철, 제련 공업이 발달하였다. 19세기 말에는 자본의 유입에 맞서 국채 보상 운동이 자발적으로 확산되었고 1920년대에는 김성수는 자본을 투자하여 경성방직, 경성직류 등 방직과 면 공업을 육성하여 민족자본을 형성하기도 하였다. 1923년부터는 조만식, 안재홍, 김성수 등에 의해 물산 장려 운동이 진행되어 국산 공업품을 활용하자는 운동이 일어나기도 하였다.
1945년 이후에도 한국의 공업 수준은 미미했으나, 1960년대 이후 출범한 제3공화국 정권은 경제성장의 기반으로 공업화 정책을 추진하였다. 이후 60년대에는 수공업, 수제품 공업, 기술, 근로자 파견 위주로 진행되었고, 식료품과 담배, 섬유 공업을 기반으로 하는 수입 대체 산업이 발달하였다. 70년대에는 중화학 공업, 제조업, 수출 위주의 공업정책이 진행되었다. 1980년대 이르러 섬유, 의류 산업뿐 아니라 전자 제품, 건설, 중화학 공업이 발달하게 되었다. 현재는 하이테크 산업(IT, 첨단 전자부품 및 전자제품 등등), 자동차, 광학, 조선, 철강 등의 산업분야에서의 첨단기술이 전 세계에서 선두를 달리고 있다.
현재 대한민국의 공업 생산은 국민 총생산의 3분의 1가량을 차지하고 있다.

#### 철강업
대한민국의 철강업은 무계획한 상태로 출발하였던 점과 1945년 이후 그나마 대부분의 시설이 북한에 귀속하게 되고, 잔존시설마저 노후되거나 한국전쟁 중에 거의 파괴됨으로써 사실상 1960년대 이전에는 철강재 생산시설이 거의 없는 형편이었다. 이러한 관계로 그 간의 한국내 철강재 수요는 대부분 수입에 의존하거나 낡고 영세한 시설을 개·보수 내지 신설하여 중소기업의 영세한 생산에 의해 일부 공급되다가 제1차 경제개발 5개년계획을 중심으로 한 정부의 공업화계획에 따라 인천중공업(인천제철이 흡수 합병), 삼화제철(동국제강이 흡수 합병), 동국제강 등 제 공장의 시설이 보수 내지 확장되고 한국철강·연합철강·일신제강(일신산업이 일신제강을 흡수 합병하여 상호변경) 등의 철강공장이 새로이 건설됨으로써 철강업이 발전할 수 있는 기틀이 이룩되었다. 그 후 제2차 5개년 경제개발계획에 따라 인천제철 등이 새로 건설됨으로써 금속 및 기계공업을 중추적 개발산업으로 정부가 선정했다. 기존시설의 확장·보수가 활발히 진행됨과 동시에 공장이 정상 가동됨에 따라 철강재 생산능력은 대폭 확충되었다. 즉 1960년대에 있어 대한민국의 철강공업은 생산면에서 급속한 성장을 하였다. 1962년에 14만t이던 철강재의 생산이 1974년에 329만t, 1976년에는 1962년 수준의 29배가 되는 411만t으로 증가되었으며 특히 일관제철이 가동된 1973년 이후의 생산량 증가가 현저하였다. 반면에 철강재 수입은 주로 반성품, 특수강제품, 대형형강(大型形鋼) 등이 수입되어 1976년에는 약 74만t에 달하였다. 그러나 제품부문에만 편중되어 소재부문과 구조적인 불균형이 야기되었고 제2차 경제개발계획 기간(1967년~1971년)중 철강공업의 다각적인 전량성이 인정되기 시작하면서 장기적인 철강공업육성계획이 수립, 1973년 6월 조강기준 연산 103.2만t 규모의 포항제철이 준공되었다. 포항제철의 비약적인 생산능력 증가로, 한국의 철강공업은 선진국과 달리 생산설비를 지속적으로 확대한 결과 1993년 조강생산능력이 연산 3,300만t에 달하였다. 이와 같은 생산능력은 세계 제6위의 수준으로 설비규모면에서 볼 때 한국은 중진철강국에서 선진철강국으로 부상하고 있다고 할 수 있다. 설비능력의 증가가 계속되고 있는 것은 경제성장에 따른 철강수요의 증가를 충족시키기 위하여 포항제철 등 철강업계가 계속적인 설비 신·증설사업을 추진해 왔기 때문이다. 포항제철 외에도 기타 전기로 업체들이 노후설비 교체 등 설비합리화를 통해 생산능력을 증가시켰는데, 이러한 설비능력의 증가추세는 앞으로도 계속될 전망이다. 이와 같이 한국 철강업은 규모면에서 크게 성장하였지만, 철강시장의 고급화·고기능화 추세에 맞추어 신기술·신강종 개발에 주력하고 있다.

##### 철강재 수급상황
높은 경제성장과 관련산업의 호조에 의한 수요증가로 철강재 공급은 1985∼1989년간 연평균 11.2%의 지속적인 신장세를 유지, 1995년에는 4,421만t에 달했다. 이중 국내생산이 차지하는 비중이 88%를 상회하여 철강업계가 증대되는 강재수요에 부응하기 위하여 설비확장을 계속하였음을 증명하고 있다. 또한 다운 스트림(Down-Stream) 분야의 생산증가는 곧 조강생산의 증가로 이어져 동 기간중 조강생산은 연평균 12.9%의 신장률을 기록하였으며, 1993년에는 국내철강공업사상 최초 3,000만t를 돌파한 3,300만t을 생산하여 세계 제6위의 철강 생산국으로서의 지위를 점하였다. 품목별로는 자동차 일반기계, 전기·전자 등 조립가공형 산업을 중심으로 한 수요산업의 급속한 성장에 힘입어 조강류의 비중이 감소한 반면에 판재류의 비중은 상승추세를 보였다. 그러나 이러한 경향은 조강류 주소비산업인 건설경기가 부양되어 철조·형강 등의 수요가 증가함에 따라, 그리고 1989년 이후 제조업 경기가 침체됨에 따라 조강류 생산의 점증으로 전환되고 있다. 한국에서 생산되는 철강재 중 특수강이 점하는 비중은 선진국에 비해 여전히 매우 낮은 수준에 머무르고 있는데, 조강기준 전체 철강생산에서 특수강이 차지하는 비중은 선진국의 경우 평균 15% 이상이나 한국은 1988년에 9.7%에 불과하여 상당한 격차를 보이고 있다. 더욱이 생산구조의 고도화, 수요산업의 제품고급화 등으로 수요가 계속 증가하고 있어 국내 공급부족 현상이 심화되고 있고 따라서 동 품목수입이 대폭 증가하고 있을 뿐만 아니라 국내생산 철강제품 구조의 부가가치 수준도 선진국에 비하면 낮은 수준에 머물고 있다. 철강재 수입은 1991∼95년간 연평균 7.4%의 증가율을 나타내 1995년에는 495만M/T에 이르렀으나 그동안 국내 철강업계의 설비확장에 의한 국내자급도의 향상으로 전체 공급물량에서의 수입비중은 1989년 13.5%에서 1995년 11.2%로 낮아졌다. 이러한 수입비중 감소추세는 철강업계가 과거 수입비중이 높았던 판재류의 자급도를 향상시키기 위해 동부문에 대한 집중적인 설비확대를 추진한 때문이다. 수요구조：철강재 수요는 조립금속, 일반기계, 전기·전자, 자동차, 건설 등 철강소비산업의 호조와 수출물량의 안정적 확보로 지속적인 신장세를 유지하고 있다. 내수와 수출을 합한 철강재 총수요는 1991년 3,154만M/T에서 1995년 4,421만M/T으로 동기간 중 연평균 8.8%의 신장률을 나타냈는데, 총수요 중 내수비중은 1991년 77.5%에서 80.3%로 높아져 철강재 수요가 내수부문에 의해 주도되어 왔음을 알 수 있는 바, 내수수요는 1991년 2,445만M/T에서 1995년 3,552만M/T으로 동기간 중 연평균 9.8%의 고신장률을 기록했다. 품목별로는 1991∼1995년간 내수가 연평균 9.7% 증가함으로써 조강류와 달리 생산증가율을 앞질렀다. 판재류 수요의 이러한 안정적인 증가는 자동차, 조선, 전기·전자 등의 경기 활성화에 따른 것이다. 조강류의 내수 비중은 주택 200만호 건설이 마무리된 후 내수증가율이 둔화되고 있다. 1988∼1992년간 연평균 내수증가율은 13.3%로서 생산의 연평균증가율 11.3%를 앞질렀으나 1991∼1995년간 연평균 내수증가율은 9.9%로서 생산증가율 12.8%를 밑돌았다. 철강재 수출은 조강류가 내수의 둔화에도 불구하고 생산이 증가하여 수출이 1991∼1995년간 연평균 11% 증가하였으며, 판재류의 경우 생산보다 내수가 빠르게 증가하는 가운데 수출물량의 확보가 점점 어려워져 연평균 4.5% 증가하는 데 그쳤다. 철강재 수출 중 조강류와 판재류의 수출비중은 1995년 기준으로 조강류가 11.9%, 판재류가 87.1%로서 판재류가 수출을 주도하고 있다.

#### 자동차 산업
대한민국의 자동차 산업은 2015년 현재 세계 자동차 생산량에서 다섯 번째로 크다. 초기에는 거의 외국에서 수입한 부품의 조립으로 운영되었으나, 대한민국은 세계에서 가장 발전된 자동차 생산국 중의 하나이다. 1988년 연간 국내 생산량이 100만 대를 초과하였으며, 1990년대에는 디자인, 퍼포먼스, 기술 측면에서 그 능력을 입증할 뿐만 아니라, 그 완숙함을 나타내는 모델을 생산하였다.

### 서비스업
대한민국에서 서비스업은 국민 총생산의 절반 가량을 차지한다. 한국 경제의 급속한 성장과 외국과의 무역 거래 확대는 서비스업의 발달을 촉진했으며 금융업도 발달해 다국적 기업이 대한민국에 본사 및 지사를 두고 있으며, 외국인들의 투자도 비교적 자유로운 편이다.
- 대한민국의 금융기관 목록

#### 통신업
1952년 1월 국제전기통신연맹(ITU) 가입, 1966년 8월 별정우편제도 창설, 1968년 4월 1일 우편물 매일·당일배달제실시, 1965년 12월 가입전신(TELEX)업무 실시, 1967년 마이크 로 웨이브 통신회로 개통, 1970년 금산 위성통신지구국 개통, 1970년 7월 1일 우편제도 실시, 1971년 3월 서울∼부산간 장거리자동전화(DDD) 개통, 1977년 제2위성통신지구국 개통 등으로 이어진 한국의 통신사업은 이상과 같이 1970년대 초에야 현대화의 기반을 구축하게 되었다. 1970년 대중에 계속된 통신망의 확대·현대화에 불구하고 경제·사회의 지속적인 성장추세는 통신사업의 후진성을 노정시켰으며 이에 따라 대규모의 설비투자와 기술혁신·개발, 통신사업에 관한 정책 및 계획수립·실적평가의 전문성 확립이 요청되었고 독립적인 통신사업경영 기능의 운용이 검토되기 시작했다. 1979년 서울과 미국·홍콩·일본간의 국제속달 우편제도가 설치되어 특히 무역분야에 커다란 영향을 끼쳤고 국제 우편환제도 개선 5개년계획이 실시되었으며 비적성공산국가 5개국과 항공 및 선편에 의한 소포우편물 교환업무가 시작되었다. 전신·전화부문에서도 전자교환방식의 도입이 가속화되었고 광섬유 전화케이블의 개발로 광섬유통신 시대가 개막되었으며 소련과의 국제전화선로가 개설되었다. 1980년대에는 1970년대 중 계속되어 온 전화적체현상을 해소하고 시설확장을 위한 재원확보를 위해 '통신시설확장에 관한 임시조치법'이 제정·공포되었고 동법에 따라 전신·전화공채가 발행되어 전화 신규가입자·승계·양수자는 의무적으로 인수하게 되었다. 1982년 1월1일 한국전기통신공사가 발족되어 체신부로부터 전기통신사업 경영·연구 및 실용화·시험 및 검사업무 등을 이관받아 업무에 들어갔으며 체신부는 우정사업과 전기통신의 기본정책, 유관산업의 육성, 안보통신, 공사의 지도감독 등 전기 통신 행정업무만을 관장하게 되었다. 1982년 4월 통신기술의 급격한 발달에 따라 도래하고 있는 정보통신시대의 개막에 대비해 컴퓨터와 전화의 기능을 결합, 신속·정확하게 정보를 교환·제공할 수 있는 데이터 통신업무를 전담할 한국데이터통신 주식회사가 한국전기통신공사와 민간기업의 공동출자로 설립, 데이터 통신시대의 개막을 알렸다.

### 건설업
1970년대 중동 건설시장을 누비던 한국의 해외 건설 사업은 1982년을 기점으로 급격하게 하향곡선을 그리고 있었다. 2차 석유파동의 위력이 소진되면서 중동 산유국의 건설 투자가 막을 내렸고, 이로 인해 중동에 진출해 있던 100여 개의 한국 건설사들은 마치 한순간에 빠지는 썰물처럼 해외 건설 무대에서 밀려났다. 1982년 133억 달러를 기록한 해외 건설 수주고는 1983년 들어 101억 달러로 감소했다.
KDI에서 발간한 2019년 하반기 경제전망 보고서에 따르면 2019년 11월 현재 주택부문을 중심으로 한 건설투자 감소세가 큰 폭으로 지속되고 있다. 2020년 국내 건설투자는 토목부문이 건축부문의 감소세를 상쇄하면서 부진이 완화될 것으로 KDI는 전망하였다. 다만 토목부문 건설수주는 2019년 대규모 민자 철도 사업 수주에도 불구하고 도로, 교량, 발전, 송전 수주 부진으로 인해 2018년 3/4분기 대비 14.4% 감소하였다. 보고서는 2019년 SOC 예산이 2018년 대비 4.0% 증가하였고, 2020년 SOC 예산이 예산안 기준으로 2019년 대비 12.9% 증가될 예정이므로 토목부문의 기여도가 크게 확대될 것이라 하였다.
대한건설협회가 발표한 2020년 5월 월간건설경제동향을 보면 국내건설수주액이 2019년 5월 대비 37.4% 증가했다. 민간분야 건축공사 중 재개발이 281.6%, 재건축이 108.1%로 큰 증가폭을 보였다. 그러나 2019년 5월 수주액이 상대적으로 낮아 기저효과를 고려해야 한다. 협회는 보고서에서 국내 코로나 바이러스 확산세가 줄어들면서 소비 등 비제조 분야 중심으로 경기회복세를 보여 건설관련 선행지표는 개선되었으나, 6.17 부동산 대책, 전세계 코로나 바이러스 유행으로 인해 여전히 경기불확실성이 있다고 전망했다. 국내건설수주액은 총 15조 3019억 원(2019년 5월 대비 37.4% 증가) 중 공공부문에서 2조 8120억 원(2019년 5월 대비 11.9% 증가), 민간부문에서 12조 4,899억원 (2019년 5월 대비 44.8% 증가)을 기록했다. 건설고용인구는 1,979 천명으로 2020년 4월 대비 3% 감소하였다. 경상 기준 국내건설 기성액은 2019년 5월 대비 4.9% 증가하였다. 공공부문이 5% 증가, 민간부문은 7% 감소했으며, 공종별로는 토목이 3.7% 증가, 건축이 7.8% 감소했다.

## 교통

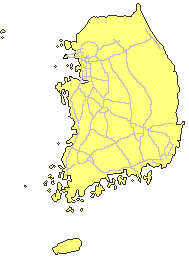
고속도로 노선도

### 도로

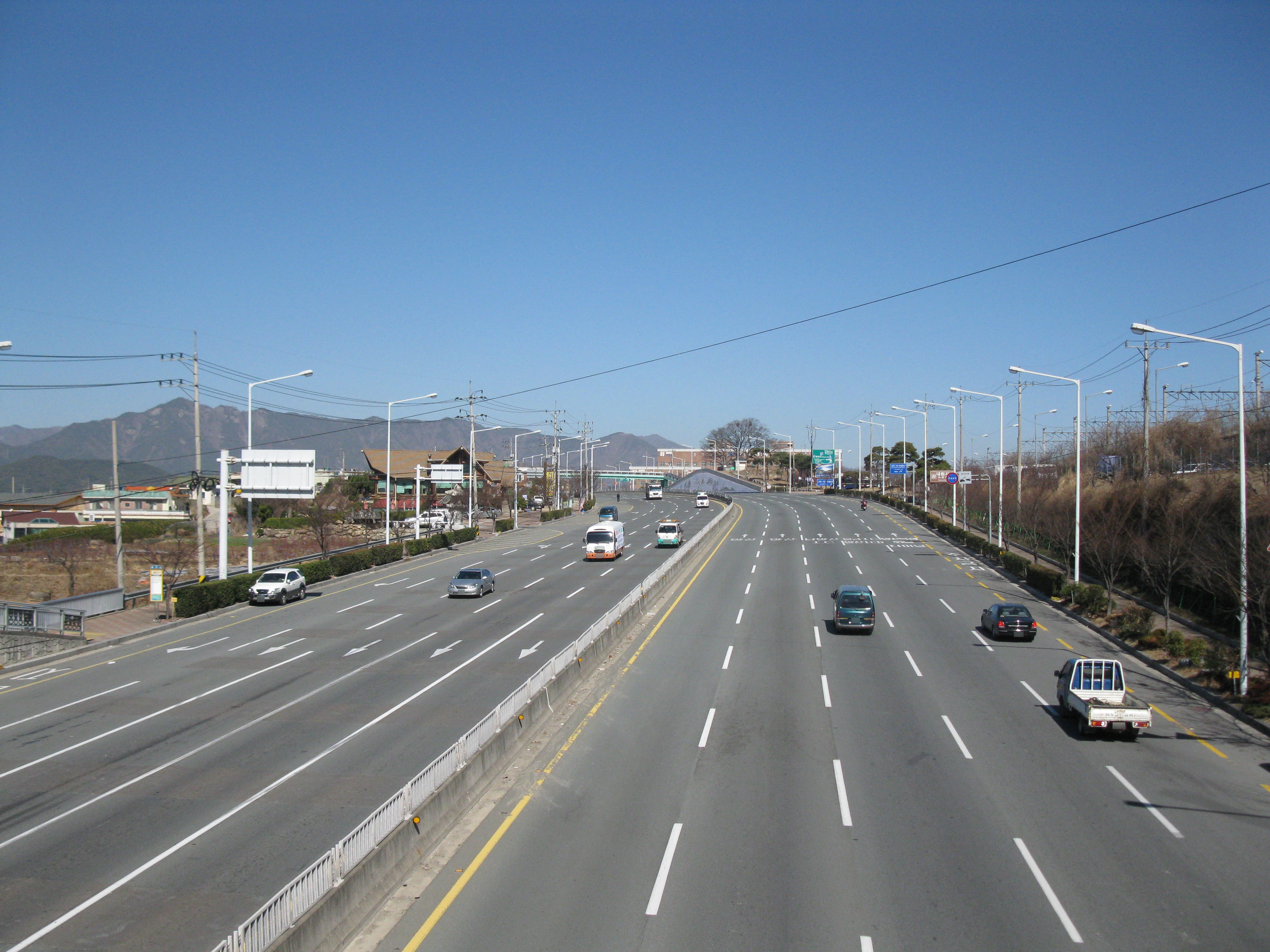
국도 제35호선 우회도로

대한민국에는 우측 통행을 하며, 자동차 운전석은 왼쪽에 있다. 4,000km에 달하는 31개의 고속도로 및 국도, 지방도 등의 도로가 있어 국내 교통을 담당하고 있다. 현재 경부고속도로는 노선의 일부
이며 국도 제7호선은 노선의 일부이다. 1990년대 이후 민간 자본을 투자한 민자 고속도로와 민자 역사 시설 운영도 진행되고 있는 한편, 공기업 형태의 도로교통공단이 기타 도로·철도 시설의 안전을 관리하고 있다.

### 도시철도

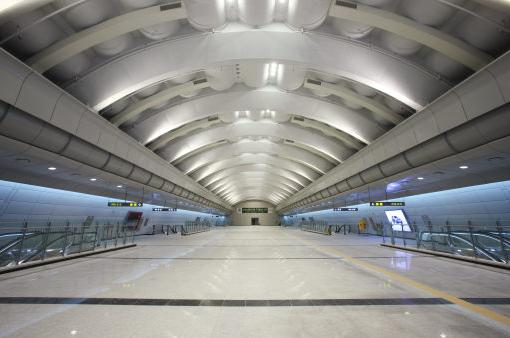
지하철 9호선 고속터미널역의 내부모습.

대한민국의 도시철도는 수도권지역과 부산지역, 대구광역시, 대전광역시, 광주광역시 등에서 운행되고 있다. 1974년 8월 15일 처음으로 개통된 수도권지역은 1~9호선과 분당선, 중앙선, 경의선, 경춘선, 인천지하철까지 총 14개 노선이 운행되고 있으며 504개역, 길이 755km로 전국에서 가장 규모가 크다. 기본요금은 교통카드 이용시 최초 10km까지 1,250원, 1회용 교통카드 이용시 1,350원이며, 5 km 초과시마다 100원씩 추가된다. 1~8호선과 분당선,중앙선,경의선은 서울교통공사, 한국철도공사 등이 노선에 따라서 운영하고 있으며 서울9호선운영이 운영하는 9호선은 유일한 민영 지하철로써 요금은 같고 타 노선이나 버스간의 기본환승요금도 무료이다. 서울의 도시철도의 하루 평균 이용객은 약 800만명으로 버스보다 많아 서울시 대중교통의 핵심으로 꼽힌다. 1985년 개통된 두 번째로 큰 부산 도시철도는 4개 노선이 운행되고 있으며, 이외에도 대구, 대전, 광주 등 일부 광역시들을 중심으로 도시철도가 계속되어 건설중이다. 요금은 각 지자체에서 따로 규정하여 조금씩 다르다. 복지 정책으로 65세 이상의 노인과 장애인, 국가유공자는 무임으로 승차할 수 있다.
대한민국의 도시철도는 대체로 운행 시간이 정확하고 위생환경과 전반적인 이용이 쾌적하다는 긍정적인 평가를 받으나 실내먼지 오염농도가 높고, 출퇴근 시간에 사용자가 많은 일부 역에서 극심한 혼란이 빚어지는 등 개선점도 지적되고 있다. 또한, 과거에는 의자 등의 내부 자제들을 합성수지로 된 쿠션을 많이 사용하였으나 2003년 대구 지하철 화재사고 이후로 모든 자제들을 불연성 재질로만 사용하도록 규정이 변경되어 현재 모든 지하철과 전철에 적용되어 있고 방독면이나 소화기 등도 잘 비치되어 있다.
이 외에 선로 추락 사고나 자살 등을 예방하기 위한 대책으로 승강장에 스크린도어를 설치하는 작업이 진행 중이며 현재 131개 역에 설치가 완료,2009년안에 모든 역에 스크린도어를 설치 할 계획에 있다.

### 버스

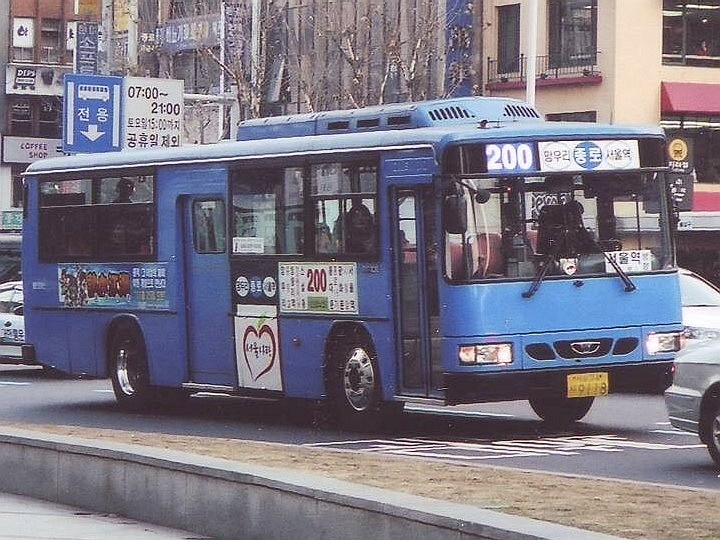
서울시내버스 200번(대형버스)

서울의 버스는 중·장거리 지역을 운행하는 '간선버스(파란색)'와 지하철역과 버스정류장을 연결하는 노선을 운행하는'지선버스(초록색)', 서울과 수도권을 직행으로 운행하는 '광역버스(붉은색)', 그리고 마을버스와 순환버스 등으로 나뉜다. 2004년 7월부터 도입된 이 시스템은 환승 제도와 함께 시행되었으며 서울과 경기도, 인천까지 환승할인을 받을 수 있다. 버스와 버스 혹은 지하철과 버스간의 환승시에 추가로 요금이 지불되지는 않으며 하차시 버스카드리더기에 인식시키면 거리에 따라 요금이 정산되어 최초 10km까지는 기본요금, 5 km 초과시마다 100원씩 추가요금이 지불된다. 광역버스의 기본요금은 1800원에 버스카드 이용시 1700원이며, 환승시 최초 30km까지 기본요금을 적용하고 이후 5km마다 100원씩 추가된다. 간선버스의 노선은 108개, 지선버스 292개, 광역버스 43개, 순환버스 5개 노선 등 총 420개 노선, 7967대 버스가 모두 민영으로 운영되고 있다. 서울의 버스 하루 평균 이용객은 약 500만명으로 대중교통중에 지하철 다음으로 많으며, 전국적으로 버스의 하루 평균 이용객 수는 1462만명이다.

개선점으로는 일반 버스들의 출입문이 높고 폭이 좁아 장애인이나 노약자가 이용하기 불편하다는 지적이 있다. 이에 따라 서울시는 2003년부터 저상버스를 도입, 현재 751대가 운행 중이며, 2012년까지 전체 시내버스 중 절반을 저상버스로 바꿀 계획에 있다. 이 외에도 버스도착 시간이 불규칙하다는 지적에 따라 서울시는 2011년까지 모든 버스정류장에 '안내단말기'를 설치하고, 대기오염을 예방하기 위하여 2010년까지 천연가스버스로 모두 바꾸겠다고 밝혔다.

### 철도

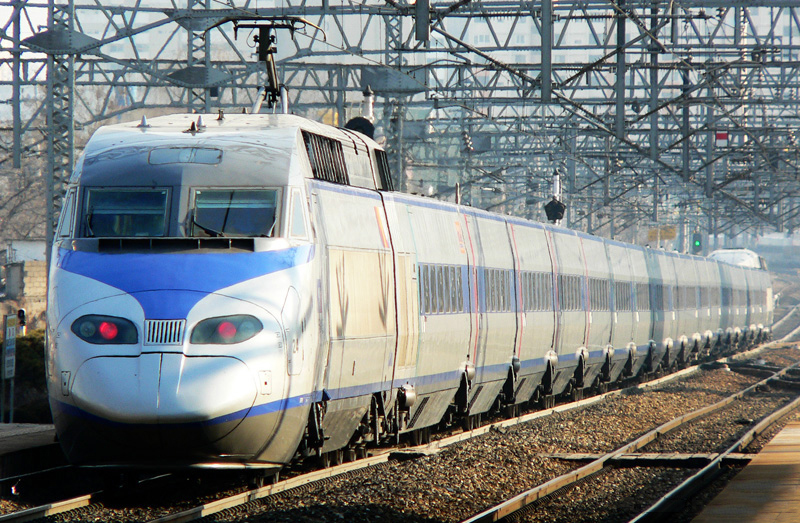
한국철도공사는 시속 300km의 KTX 열차를 도입하였다.

대한민국의 철도 및 광역전철의 총 연장 길이는 3,000km에 달한다. 이러한 대한민국의 철도시설은 1963년 9월 1일 교통부 산하에 철도청을 신설하여 이 때부터 국가가 체계적으로 관리하였으나 2005년에는 기업체로 전환하여, 공기업의 형태인 한국철도공사와 한국철도시설공단에서 국유 철도를 관리하고 있다.
특히 경의선 철도는 평부선·평의선과 시베리아 횡단철도와의 연결을 추진하고 있다.

### 항공
대한민국에는 8개의 국제공항과 7개의 국내공항이 국내외 항공 교통을 담당하고 있다. 항공교통은 1948년 대한민국항공사(KNA)가 설립되어 국내선을, 1954년 이후 국제선을 운항하였다. KNA는 1962년에 대한항공공사로 개칭하고 국영으로 운영되다가, 1969년 한진상사가 인수하여 대한항공으로 개명하고 민영으로 운항되면서 급속한 성장을 보였다. 1988년 제2민간항공사업이 허가됨으로써, 금호그룹의 아시아나항공과 함께 경쟁체제로 바뀌었다. 대한항공은 2007년 기준으로 약 100억 톤의 화물을 처리하였다.
현재 대한항공과 아시아나항공 외에도 제주항공, 이스타항공, 진에어, 에어부산 등 많은 저가항공사들이 속속 등장하고 있다.

## 부채
대한민국의 총부채는(정부부채+기업부채+가계부채) 2012년 6월 말기준 국내총생산(GDP)의 234%에 달했다. 한 해 생산량보다 2.34배 많은 빚을 정부·기업·가계가 나눠서 진 셈이다.
우리나라의 GDP 대비 총부채 비율은 2000년 152%, 2004년 162%에 불과했지만 2007년 202%, 2010년 215%로 급등했다.

## 같이 보기
- 아시아의 네 마리 용
- 대한민국의 조세

## 참고 문헌
- 이 문서에는 다음커뮤니케이션(현 카카오)에서 GFDL 또는 CC-SA 라이선스로 배포한 글로벌 세계대백과사전의 〈한국의 무역경영〉 항목을 기초로 작성된 글이 포함되어 있습니다.